# Giải bóng đá vô địch quốc gia 2010 (kết quả chi tiết)
Sau đây là kết quả chi tiết Giải bóng đá vô địch quốc gia 2010, có tên chính thức là Giải bóng đá vô địch quốc gia - Petro Vietnam Gas 2010, với 14 câu lạc bộ tham dự diễn ra từ ngày 30 tháng 1 đến 22 tháng 8 năm 2010.

## Vòng 1
| 31 tháng 1 năm 2010 | Hòa Phát Hà Nội     | 1 – 2    | Hà Nội T&T                                  | Sân Hàng Đẫy, Hà Nội                            |  |
| 15:30               | Eduador Furrier 26' | Chi tiết | Nguyễn Văn Quân 65' · Elokan F.H.Endene 70' | Lượng khán giả: 2.500 Trọng tài: Phạm Quốc Dũng |  |

| 31 tháng 1 năm 2010 | Megastar Nam Định                          | 2 – 2    | TĐCS Đồng Tháp                              | Sân Thiên Trường                               |  |
| 16:00               | Nguyễn Lương Phúc 23' · Trần Mạnh Dũng 70' | Chi tiết | Lương Văn Được Em 59' · Olushola Aganun 60' | Lượng khán giả: 9.500 Trọng tài: Võ Quang Vinh |  |

| 31 tháng 1 năm 2010 | Lam Sơn Thanh Hóa        | 2 – 6    | Becamex Bình Dương                                                                                             | Sân Thanh Hóa, Thanh Hóa                         |  |
| 16:00               | Hoàng Đình Tùng 15', 34' | Chi tiết | Elenildo De Jesus 39', 49' · Trần Trường Giang 41' · Philani 45' · Huỳnh Kesley Alves 65' · Châu Phong Hòa 86' | Lượng khán giả: 8.000 Trọng tài: Phùng Đình Dũng |  |

| 31 tháng 1 năm 2010 | Khatoco Khánh Hòa                                                           | 4 – 2    | Hoàng Anh Gia Lai                                      | Sân Nha Trang, Nha Trang                           |  |
| 16:00               | Agostinho 17' 39' · Nguyễn Quang Hải 50' · Mustapha 65' · Đào Văn Phong 77' | Chi tiết | Đoàn Việt Cường 55' · Evaldo 90+2' · Lê Văn Trương 39' | Lượng khán giả: 10.000 Trọng tài: Nguyễn Trọng Thư |  |

| 31 tháng 1 năm 2010 | Sông Lam Nghệ An              | 1 – 1    | Navibank Sài Gòn   | Sân Vinh, Nghệ An                               |  |
| 16:30               | Phan Thanh Vân 82' (lưới nhà) | Chi tiết | Pinto Da Silva 29' | Lượng khán giả: 8.000 Trọng tài: Hoàng Anh Tuấn |  |

| 31 tháng 1 năm 2010 | XM The Vissai Ninh Bình | 0 – 0    | Đồng Tâm Long An | Sân Ninh Bình, Ninh Bình                       |  |
| 17:00               |                         | Chi tiết |                  | Lượng khán giả: 11.000 Trọng tài: Đỗ Quốc Hoài |  |

| 3 tháng 2 năm 2010 | SHB Đà Nẵng                    | 3 – 2    | Xi măng Hải Phòng          | Sân Chi Lăng                                      |  |
| 15:30              | Merlo S.Gaston 15', 25', 45+1' | Chi tiết | Leandro 75' · Xuân Phú 85' | Lượng khán giả: 11.000 Trọng tài: Trần Công Trọng |  |

## Vòng 2
| 7 tháng 2 năm 2010 | Hà Nội T&T                                                     | 5 – 1    | Khatoco Khánh Hoà | Sân Hàng Đẫy, Hà Nội                         |  |
| 16:00              | Benicio 25', 28' · Francois Endene 38', 78' · Cao Sỹ Cường 76' | Chi tiết | Lê Tấn Tài 88'    | Lượng khán giả: 3.000 Trọng tài: Vũ Bảo Linh |  |

| 7 tháng 2 năm 2010 | Hoàng Anh Gia Lai                 | 1 – 2    | Hoà Phát Hà Nội                          | Sân Pleiku                                       |  |
| 16:00              | Evaldo 37' · Lê Văn Duyệt 17' 84' | Chi tiết | Trần Lê Martin 53' · Eduardo Furrier 90' | Lượng khán giả: 8.000 Trọng tài: Nguyễn Phi Long |  |

| 7 tháng 2 năm 2010 | Becamex Bình Dương                           | 2 – 1    | Megastar Nam Định     | Sân Bình Dương, Bình Dương                    |  |
| 17:00              | Kesley Huỳnh Alves 33' · Nguyễn Vũ Phong 77' | Chi tiết | Gaspard Yelleduor 40' | Lượng khán giả: 15.000 Trọng tài: Phạm Bá Hoà |  |

| 7 tháng 2 năm 2010 | Đồng Tâm Long An | 1 – 1    | Sông Lam Nghệ An  | Sân Long An                                       |  |
| 17:00              | Tshamala 27'     | Chi tiết | Rajko Vidovic 63' | Lượng khán giả: 7.000 Trọng tài: Nguyễn Văn Quyết |  |

| 7 tháng 2 năm 2010 | Navibank Sài Gòn | 1 – 2    | XM The Vissai Ninh Bình                        | Sân Thống Nhất, TP.HCM                         |  |
| 17:00              | Suleiman 41'     | Chi tiết | Raphael Rodrigues 38' · Rodrigo Mota Faria 50' | Lượng khán giả: 2.500 Trọng tài: Đào Văn Cường |  |

| 9 tháng 2 năm 2010 | XM Hải Phòng | 0 – 0    | Lam Sơn Thanh Hóa | Sân Lạch Tray, Hải Phòng                      |  |
| 15:30              |              | Chi tiết |                   | Lượng khán giả: 26.000 Trọng tài: Võ Minh Trí |  |

| 19 tháng 5 năm 2010 | TĐCS Đồng Tháp                             | 2 – 0    | SHB Đà Nẵng | Sân Cao Lãnh, Đồng Tháp                           |  |
| 15:30               | Cao Cường 31' (l.n.) · Olushola Aganun 81' | Chi tiết |             | Lượng khán giả: 18.000 Trọng tài: Trần Công Trọng |  |

## Vòng 3
| 28 tháng 2 năm 2010 | Hòa Phát Hà Nội                                                    | 3 – 2    | Lam Sơn Thanh Hóa                                               | Sân Hàng Đẫy, Hà Nội                              |  |
| 15:30               | Eduardo H.Furrier 22' · Trần Đình Hưng 45+2' · nguyễn Văn Vinh 68' | Chi tiết | Hoàng Đình Tùng 17' · Thạch Bảo Khanh 45' · Nguyễn Văn Hiển 21' | Lượng khán giả: 5.000 Trọng tài: Nguyễn Văn Quyết |  |

| 28 tháng 2 năm 2010 | Megastar Nam Định | 1 – 2    | Navibank Sài Gòn                   | Sân Thiên Trường, Nam Định                       |  |
| 15:30               | Gaspard 10'       | Chi tiết | Bùi Văn Lâm 68' · Hà Hoàng Đảm 70' | Lượng khán giả: 4.000 Trọng tài: Trần Công Trọng |  |

| 28 tháng 2 năm 2010 | TĐCS Đồng Tháp                                                             | 5 – 2    | XM The Vissai Ninh Bình             | Sân Cao Lãnh                                      |  |
| 15:30               | Lương Văn Được Em 7', 42', 65' · Sunday C.Jbeji 47' · Nguyễn Văn Nghĩa 84' | Chi tiết | Gustavo 26' · Nguyễn Việt Thắng 84' | Lượng khán giả: 14.000 Trọng tài: Nguyễn Phi Long |  |

| 28 tháng 2 năm 2010 | SHB Đà Nẵng                             | 2 – 0    | Khatoco Khánh Hòa | Sân Chi Lăng                                  |  |
| 16:00               | Merlo S.Gaston 32' · Lê Quang Cường 77' | Chi tiết |                   | Lượng khán giả: 18.000 Trọng tài: Võ Minh Trí |  |

| 28 tháng 2 năm 2010 | Hoàng Anh Gia Lai                                                   | 2 – 0    | Becamex Bình Dương                                | Sân Pleiku, Gia Lai                             |  |
| 16:00               | Trần Minh Thiện 15' · Evaldo R.Goncaves 73' · Evaldo R.Goncaves 88' | Chi tiết | Nguyễn Hoàng Vương 36' 90' · Nguyễn Hữu Thắng 88' | Lượng khán giả: 9.000 Trọng tài: Hoàng Anh Tuấn |  |

| 28 tháng 2 năm 2010 | Sông Lam Nghệ An                    | 2 – 4    | XM Hải Phòng                                                   | Sân Vinh                                          |  |
| 16:30               | Vidovic 42' · Nguyễn Quang Tình 75' | Chi tiết | Đặng Văn Robert 61' · Leandro 65' · John Wole 85' · Larazo 90' | Lượng khán giả: 20.000 Trọng tài: Phùng Đình Dũng |  |

| 28 tháng 2 năm 2010 | Đồng Tâm Long An                         | 2 – 0    | Hà Nội T&T | Sân Long An                                    |  |
| 17:00               | Antonio Carlos 33' · Mrwanda D.David 55' | Chi tiết |            | Lượng khán giả: 5.000 Trọng tài: Đào Văn Cường |  |

## Vòng 4
| 7 tháng 3 năm 2010 | Lam Sơn Thanh Hóa   | 1 – 2    | Sông Lam Nghệ An                         | Sân Thanh Hóa, Thanh Hóa                          |  |
| 16:00              | Hoàng Đình Tùng 69' | Chi tiết | Rajko Vidovic 40' · Mitrovic Dalibor 89' | Lượng khán giả: 12.000 Trọng tài:Nguyễn Trọng Thư |  |

| 7 tháng 3 năm 2010 | SHB Đà Nẵng                              | 3 – 0    | Hoàng Anh Gia Lai | Sân Chi Lăng, Đà Nẵng                                   |  |
| 16:00              | Merlo Gaston 48', 69' · Diego Mendez 72' | Chi tiết |                   | Lượng khán giả: 30.000 Trọng tài: Bùi Thành Thanh Nghĩa |  |

| 7 tháng 3 năm 2010 | XM The Vissai Ninh Bình          | 2 – 2    | XM Hải Phòng                     | Sân Ninh Bình, Ninh Bình                         |  |
| 16:00              | Ngũ Chí Thắng 6' · Gustavo 90+5' | Chi tiết | Leandro 53' · Đinh Hoàng Max 57' | Lượng khán giả: 15.000 Trọng tài: Phạm Quốc Dũng |  |

| 7 tháng 3 năm 2010 | Khatoco Khánh Hòa | 2 – 1    | TĐCS Đổng Tháp    | Sân Nha Trang, Nha Trang                        |  |
| 16:00              | Jonathan 80', 90' | Chi tiết | Samson Kayode 55' | Lượng khán giả: 13.000 Trọng tài: Ngô Quốc Hưng |  |

| 7 tháng 3 năm 2010 | Hà Nội T&T                          | 2 – 0    | Megastar Nam Định | Sân Hàng Đẫy, Hà Nội                           |  |
| 16:30              | Cao Sỹ Cường 17' · Lê Công Vinh 52' | Chi tiết |                   | Lượng khán giả: 4.000 Trọng tài: Võ Quang Vinh |  |

| 7 tháng 3 năm 2010 | Navibank Sài Gòn     | 1 – 1    | Hòa Phát Hà Nội     | Sân Thống Nhất                                |  |
| 17:00              | Nguyễn Anh Thắng 80' | Chi tiết | Nguyễn Văn Vinh 20' | Lượng khán giả: 2.000 Trọng tài: Đỗ Quốc Hoài |  |

| 7 tháng 3 năm 2010 | Becamex Bình Dương | 0 – 1    | Đồng Tâm Long An    | Sân Bình Dương, Bình Dương                    |  |
| 17:00              |                    | Chi tiết | Mrwanda D.David 87' | Lượng khán giả: 18.000 Trọng tài: Vũ Bảo Linh |  |

## Vòng 5
| 12 tháng 3 năm 2010 | Hà Nội T&T       | 1 – 0    | SHB Đà Nẵng | Sân Hàng Đẫy, Hà Nội                           |  |
| 15:30               | Cao Sỹ Cường 61' | Chi tiết |             | Lượng khán giả: 5.000 Trọng tài: Đào Văn Cường |  |

| 12 tháng 3 năm 2010 | Becamex Bình Dương | 0 – 0    | Hòa Phát Hà Nội | Sân Bình Dương, Bình Dương                       |  |
| 17:00               |                    | Chi tiết |                 | Lượng khán giả: 8.000 Trọng tài: Nguyễn Phi Long |  |

| 14 tháng 3 năm 2010 | Lam Sơn Thanh Hóa                  | 2 – 0    | Hoàng Anh Gia Lai | Sân Thanh Hóa, Thanh Hóa                          |  |
| 16:00               | Da Silva 16' · Hoàng Đình Tùng 85' | Chi tiết |                   | Lượng khán giả: 10.000 Trọng tài: Phùng Đình Dũng |  |

| 14 tháng 3 năm 2010 | Khatoco Khánh Hòa | 0 – 0    | Sông Lam Nghệ An          | Sân Nha Trang, Nha Trang                          |  |
| 16:00               |                   | Chi tiết | Hoàng Công Bình 74' 90+1' | Lượng khán giả: 11.000 Trọng tài: Trần Công Trọng |  |

| 14 tháng 3 năm 2010 | Xi măng Hải Phòng | 2 – 0    | Đồng Tâm Long An | Sân Lạch Tray, Hải Phòng                         |  |
| 16:00               | Leandro 50', 65'  | Chi tiết |                  | Lượng khán giả: 30.000 Trọng tài: Hoàng Anh Tuấn |  |

| 14 tháng 3 năm 2010 | Navibank Sài Gòn                          | 1 – 4    | TĐCS Đồng Tháp                 | Sân Thống Nhất, [[Thành phố Hồ Chí Minh\|Thành phố Hồ Chí Minh]] |  |
| 17:00               | Martin Trindade 44' · Lưu Mạnh Hà 38' 79' | Chi tiết | Samson Kayode 4', 8', 17', 57' | Lượng khán giả: 3.000 Trọng tài: Võ Quang Vinh                   |  |

| 14 tháng 3 năm 2010 | XM The Vissai Ninh Bình            | 2 – 0    | Megastar Nam Định | Sân Ninh Bình                                |  |
| 17:00               | Gustavo 17' 77' · Laerte Junio 19' | Chi tiết | Chinedu Nweze 19' | Lượng khán giả: 9.000 Trọng tài: Võ Minh Trí |  |

## Vòng 6
| 20 tháng 3 năm 2010 | SHB Đà Nẵng        | 1 – 0    | Navibank Sài Gòn  | Sân Chi Lăng, Đà Nẵng                           |  |
| 16:00               | Merlo S.Gaston 42' | Chi tiết | Trần Sơn Hà 90+2' | Lượng khán giả: 14.000 Trọng tài: Ngô Quốc Hưng |  |

| 20 tháng 3 năm 2010 | Sông Lam Nghệ An | 0 – 1    | Becamex Bình Dương     | Sân Vinh, Nghệ An                                  |  |
| 16:00               |                  | Chi tiết | Huỳnh Kesley Alves 52' | Lượng khán giả: 10.000 Trọng tài: Nguyễn Văn Quyết |  |

| 21 tháng 3 năm 2010 | Hòa Phát Hà Nội        | 0 – 2    | XM The Vissai Ninh Bình             | Sân Hàng Đẫy                                      |  |
| 15:30               | Nguyễn Ngọc Tú 38' 61' | Chi tiết | Nguyễn Việt Thắng 55' · Gustavo 71' | Lượng khán giả: 3.000 Trọng tài: Nguyễn Trọng Thư |  |

| 21 tháng 3 năm 2010 | Megastar Nam Định | 0 – 1    | Khatoco Khánh Hòa    | Sân Thiên Trường                              |  |
| 15:30               |                   | Chi tiết | Nguyễn Ngọc Điểu 35' | Lượng khán giả: 3.000 Trọng tài: Đỗ Quốc Hoài |  |

| 21 tháng 3 năm 2010 | TĐCS Đồng Tháp                   | 2 – 1    | Hà Nội T&T | Sân Cao Lãnh, Đồng Tháp                       |  |
| 15:30               | Olushola 56' · Samson Kayode 58' | Chi tiết | Elokan 84' | Lượng khán giả: 18.000 Trọng tài: Vũ Bảo Linh |  |

| 21 tháng 3 năm 2010 | Hoàng Anh Gia Lai                         | 2 – 0    | XM Hải Phòng | Sân Pleiku, Gia Lai                               |  |
| 16:00               | Lê Văn Trương 11' · Nguyễn Thái Dương 60' | Chi tiết |              | Lượng khán giả: 15.000 Trọng tài: Trần Công Trọng |  |

| 21 tháng 3 năm 2010 | Đồng Tâm Long An | 0 – 1    | Lam Sơn Thanh Hóa  | Sân Long An                                     |  |
| 17:00               |                  | Chi tiết | Hoàng Đình Tùng 7' | Lượng khán giả: 4.500 Trọng tài: Phạm Quốc Dũng |  |

## Vòng 7
| 2 tháng 4 năm 2010 | Becamex Bình Dương                                     | 4 – 0    | XM The Vissai Ninh Bình | Sân Bình Dương, Bình Dương                      |  |
| 15:30              | Trần Chí Công 45+5' · De Jesus 74', 85' · Vũ Phong 76' | Chi tiết |                         | Lượng khán giả: 7.000 Trọng tài: Phạm Quốc Dũng |  |

| 2 tháng 4 năm 2010 | Sông Lam Nghệ An                                                                                                | 5 – 0    | SHB Đà Nẵng | Sân Vinh, Nghệ An                            |  |
| 17:00              | Rajko Vidovic 40' · Hoàng Văn Bình 50' · Nguyễn Hoàng Helio 79' · Mitrovic Dalibor 80' · Nguyễn Trọng Hoàng 88' | Chi tiết |             | Lượng khán giả: 5.000 Trọng tài: Võ Minh Trí |  |

| 4 tháng 4 năm 2010 | Lam Sơn Thanh Hóa   | 1 – 0    | Navibank Sài Gòn | Sân Thanh Hóa, Thanh Hóa                       |  |
| 16:00              | Nguyễn Công Huy 78' | Chi tiết |                  | Lượng khán giả: 12.000 Trọng tài: Đỗ Quốc Hoài |  |

| 4 tháng 4 năm 2010 | Hoàng Anh Gia Lai                                         | 5 – 0    | Megastar Nam Định    | Sân Pleiku, Pleiku                              |  |
| 16:00              | Evado R.Goncaves 37', 44', 85', 89' · Đoàn Việt Cường 79' | Chi tiết | Phạm Văn Quý 70' 75' | Lượng khán giả: 7.000 Trọng tài: Hoàng Anh Tuấn |  |

| 4 tháng 4 năm 2010 | XM Hải Phòng        | 0 – 1    | Hà Nội T&T                                     | Sân Lạch Tray, Hải Phòng                           |  |
| 16:00              | Bùi Trọng Nghĩa 34' | Chi tiết | Gonzalo D.Marronkle 75' · Cao Sỹ Cường 35' 44' | Lượng khán giả: 20.000 Trọng tài: Nguyễn Trọng Thư |  |

| 4 tháng 4 năm 2010 | Hòa Phát Hà Nội  | 2 – 1    | TĐCS Đồng Tháp    | Sân Hàng Đẫy                                           |  |
| 16:30              | Timothy 29', 46' | Chi tiết | Samson Kayode 49' | Lượng khán giả: 5.000 Trọng tài: Bùi Thành Thanh Nghĩa |  |

| 4 tháng 4 năm 2010 | Đồng Tâm Long An      | 0 – 1    | Khatoco Khánh Hòa | Sân Long An                                       |  |
| 17:00              | Trần Văn Hiệp 60' 57' | Chi tiết | Lê Tấn Tài 62'    | Lượng khán giả: 10.000 Trọng tài: Phùng Đình Dũng |  |

## Vòng 8
| 11 tháng 4 năm 2010 | TĐCS Đồng Tháp                              | 2 – 2    | Sông Lam Nghệ An    | Sân Cao Lãnh, Đồng Tháp                         |  |
| 15:30               | Nguyễn Văn Ngân 35' · Lương Văn Được Em 48' | Chi tiết | Mitrovic 16', 90+3' | Lượng khán giả: 18.000 Trọng tài: Đào Văn Cường |  |

| 11 tháng 4 năm 2010 | Megastar Nam Định                                                                | 3 – 1    | Đồng Tâm Long An                                  | Sân Thiên Trường, Nam Định                     |  |
| 15:30               | Lê Văn Duyệt 10' · Philip Okoro 34' · Phạm Ngọc Tú 53' · Hoàng Danh Ngọc 34' 57' | Chi tiết | Phan Văn Tài Em 34' · Mrwanda Danny David 13' 34' | Lượng khán giả: 8.000 Trọng tài: Ngô Quốc Hưng |  |

| 11 tháng 4 năm 2010 | XM The Vissai Ninh Bình | 0 – 1    | SHB Đà Nẵng      | Sân Ninh Bình, Ninh Bình                        |  |
| 16:00               |                         | Chi tiết | Diego Mendez 25' | Lượng khán giả: 8.000 Trọng tài: Hoàng Anh Tuấn |  |

| 11 tháng 4 năm 2010 | Xi măng Hải Phòng                   | 2 – 0    | Hòa Phát Hà Nội | Sân Lạch Tray                                     |  |
| 16:00               | Nguyễn Ngọc Thanh 22' · Leandro 28' | Chi tiết |                 | Lượng khán giả: 20.000 Trọng tài: Trần Công Trọng |  |

| 11 tháng 4 năm 2010 | Khatoco Khánh Hòa | 0 – 0    | Lam Sơn Thanh Hóa | Sân Nha Trang, Nha Trang                         |  |
| 16:00               |                   | Chi tiết |                   | Lượng khán giả: 8.000 Trọng tài: Nguyễn Phi Long |  |

| 11 tháng 4 năm 2010 | Hà Nội T&T                                    | 2 – 1    | Becamex Bình Dương     | Sân Hàng Đẫy, Hà Nội                           |  |
| 16:30               | Cristiano Rolando 28' · Gonzalo Marronkle 89' | Chi tiết | Kesley Huỳnh Alves 73' | Lượng khán giả: 5.000 Trọng tài: Võ Quang Vinh |  |

| 11 tháng 4 năm 2010 | Navibank Sài Gòn  | 1 – 1    | Hoàng Anh Gia Lai     | Sân Thống Nhất                               |  |
| 17:00               | Opara A.Uzoma 25' | Chi tiết | Evaldo R.Goncaves 19' | Lượng khán giả: 5.000 Trọng tài: Vũ Bảo Linh |  |

## Vòng 9
| 16 tháng 4 năm 2010 | SHB Đà Nẵng                       | 2 – 1    | Đồng Tâm Long An | Sân Chi Lăng, Đà Nẵng                                   |  |
| 15:30               | Nicolas 17' · Phan Thanh Hưng 50' | Chi tiết | Asman 38'        | Lượng khán giả: 12.000 Trọng tài: Bùi Thành Thanh Nghĩa |  |

| 16 tháng 4 năm 2010 | Navibank Sài Gòn | 1 – 3    | Becamex Bình Dương                          | Sân Thống Nhất                                  |  |
| 17:00               | Lê Hải Anh 37'   | Chi tiết | Trần Chí Công 57' · Nguyễn Anh Đức 80', 89' | Lượng khán giả: 4.500 Trọng tài: Phạm Quốc Dũng |  |

| 18 tháng 4 năm 2010 | TĐCS Đồng Tháp        | 1 – 0    | Hoàng Anh Gia Lai | Sân Cao Lãnh, Đồng Tháp                           |  |
| 15:30               | Olushola O.Aganun 69' | Chi tiết |                   | Lượng khán giả: 14.000 Trọng tài: Nguyễn Văn Đông |  |

| 18 tháng 4 năm 2010 | XM The Vissai Ninh Bình                                                          | 4 – 2    | Lam Sơn Thanh Hóa                | Sân Ninh Bình                                 |  |
| 16:00               | Nguyễn Việt Thắng 12' · Mota Farias 23' · Nguyễn Tấn Điền 35' · Laerte Junio 55' | Chi tiết | Dasilva 19' · Đặng Khánh Lâm 85' | Lượng khán giả: 12.000 Trọng tài: Võ Minh Trí |  |

| 18 tháng 4 năm 2010 | Khatoco Khánh Hòa         | 2 – 1    | Xi măng Hải Phòng | Sân Nha Trang, Nha Trang                          |  |
| 16:00               | Nguyễn Quang Hải 45', 60' | Chi tiết | Lazaro 78'        | Lượng khán giả: 10.000 Trọng tài: Phùng Đình Dũng |  |

| 18 tháng 4 năm 2010 | Megastar Nam Định | 1 – 0    | Hòa Phát Hà Nội | Sân Thiên Trường, Nam Định                         |  |
| 16:00               | Gaspard 90'       | Chi tiết |                 | Lượng khán giả: 10.000 Trọng tài: Nguyễn Trọng Thư |  |

| 18 tháng 4 năm 2010 | Hà Nội T&T | 0 – 0    | Sông Lam Nghệ An | Sân Hàng Đẫy, Hà Nội                          |  |
| 16:30               |            | Chi tiết |                  | Lượng khán giả: 8.000 Trọng tài: Đỗ Quốc Hoài |  |

## Vòng 10
| 2 tháng 5 năm 2010 | Becamex Bình Dương                                               | 4 – 0    | Khatoco Khánh Hòa | Sân Bình Dương, Bình Dương                         |  |
| 15:30              | Nguyễn Anh Đức 23' · Nguyễn Hoàng Vương 58' · Philani 82', 90+1' | Chi tiết |                   | Lượng khán giả: 12.000 Trọng tài: Nguyễn Văn Quyết |  |

| 2 tháng 5 năm 2010 | Xi măng Hải Phòng | 1 – 0    | Navibank Sài Gòn       | Sân Lạch Tray, Hải Phòng                         |  |
| 16:00              | Leandro 37'       | Chi tiết | Trương Đình Luật 90+3' | Lượng khán giả: 22.000 Trọng tài: Hoàng Anh Tuấn |  |

| 2 tháng 5 năm 2010 | Hoàng Anh Gia Lai | 0 – 1    | XM The Vissai Ninh Bình | Sân Pleiku                                         |  |
| 16:00              |                   | Chi tiết | Nguyễn Việt Thắng 89'   | Lượng khán giả: 10.000 Trọng tài: Nguyễn Trọng Thư |  |

| 2 tháng 5 năm 2010 | Lam Sơn Thanh Hoá                       | 2 – 1    | Hà Nội T&T          | Sân Thanh Hoá                                   |  |
| 16:00              | Gilson Dasilva 86' · Tony Kan Kam 90+1' | Chi tiết | Elokan F.Endene 18' | Lượng khán giả: 13.500 Trọng tài: Đào Văn Cường |  |

| 2 tháng 5 năm 2010 | Đồng Tâm Long An                               | 3 – 1    | TĐCS Đồng Tháp    | Sân Long An                                    |  |
| 16:00              | Tshamala Kabanga 13', 24' · Antonio Carlos 50' | Chi tiết | Samson Kayode 85' | Lượng khán giả: 4.000 Trọng tài: Võ Quang Vinh |  |

| 2 tháng 5 năm 2010 | Hoà Phát Hà Nội                                              | 3 – 4    | SHB Đà Nẵng                                                       | Sân Hàng Đẫy, Hà Nội                             |  |
| 16:30              | John Krause 24' · Eduardo Furrier 28' · Đinh Thành Trung 58' | Chi tiết | Merlo Gaston 4', 82' · Hà Minh Tuấn 89' · Nicolas Hernandez 90+3' | Lượng khán giả: 2.000 Trọng tài: Trần Công Trọng |  |

| 2 tháng 5 năm 2010 | Sông Lam Nghệ An                           | 2 – 0    | Megastar Nam Định | Sân Vinh, Nghệ An                              |  |
| 17:00              | Rajko Vodovic 50' · Nguyễn Trọng Hoàng 75' | Chi tiết |                   | Lượng khán giả: 9.000 Trọng tài: Ngô Quốc Hưng |  |

## Vòng 11
| 7 tháng 5 năm 2010 | Becamex Bình Dương              | 2 – 0    | SHB Đà Nẵng | Sân Bình Dương, Bình Dương                        |  |
| 15:30              | Nguyễn Anh Đức 57' · Kesley 94' | Chi tiết |             | Lượng khán giả: 20.000 Trọng tài: Phùng Đình Dũng |  |

| 8 tháng 5 năm 2010 | Đồng Tâm Long An | 0 – 2    | Hoàng Anh Gia Lai               | Sân Long An                                  |  |
| 16:00              |                  | Chi tiết | Evaldo 77' · Nguyễn Quý Sửu 83' | Lượng khán giả: 8.000 Trọng tài: Võ Minh Trí |  |

| 8 tháng 5 năm 2010 | Khatoco Khánh Hòa                                                           | 4 – 3    | Navibank Sài Gòn                                         | Sân Nha Trang                                   |  |
| 16:00              | Nguyễn Ánh Cường 45+1' · Nguyễn Ngọc Điểu 61' · Nguyễn Quang Hải 80', 90+1' | Chi tiết | Suleiman 55' · Pinto Da Silva 73' · Martins Trindade 83' | Lượng khán giả: 8.000 Trọng tài: Phạm Quốc Dũng |  |

| 8 tháng 5 năm 2010 | Xi măng Hải Phòng | 1 – 0    | TĐCS Đồng Tháp | Sân Lạch Tray                                           |  |
| 16:00              | Phạm Xuân Phú 87' | Chi tiết |                | Lượng khán giả: 27.000 Trọng tài: Bùi Thành Thanh Nghĩa |  |

| 8 tháng 5 năm 2010 | Lam Sơn Thanh Hóa | 1 – 1    | Megastar Nam Định                         | Sân Thanh Hóa                                   |  |
| 16:00              | Lê Tostao 69'     | Chi tiết | Vũ Quang Thành 20' · Phạm Văn Quý 31' 44' | Lượng khán giả: 9.000 Trọng tài: Kiều Việt Hùng |  |

| 8 tháng 5 năm 2010 | Hà Nội T&T                             | 2 – 1    | XM The Vissai Ninh Bình | Sân Hàng Đẫy, Hà Nội                              |  |
| 16:30              | Cao Sỹ Cường 65' · Nguyễn Văn Quân 89' | Chi tiết | Nguyễn Việt Thắng 55'   | Lượng khán giả: 4.000 Trọng tài: Nguyễn Văn Quyết |  |

| 8 tháng 5 năm 2010 | Sông Lam Nghệ An                       | 2 – 1    | Hòa Phát Hà Nội      | Sân Vinh, Nghệ An                                |  |
| 17:00              | Nguyễn Trọng Hoàng 14' · Rajko Vidovic | Chi tiết | Đinh Thành Trung 57' | Lượng khán giả: 3.000 Trọng tài: Nguyễn Phi Long |  |

## Vòng 12
| 15 tháng 5 năm 2010 | TĐCS Đồng Tháp        | 2 – 1    | Becamex Bình Dương | Sân Cao Lãnh, Đồng Tháp                           |  |
| 15:30               | Samson Kayode 7', 43' | Chi tiết | Nguyễn Anh Đức 64' | Lượng khán giả: 15.000 Trọng tài: Nguyễn Phi Long |  |

| 15 tháng 5 năm 2010 | SHB Đà Nẵng                                | 3 – 1    | Lam Sơn Thanh Hóa                                               | Sân Chi Lăng                                   |  |
| 16:00               | Đoàn Hùng Sơn 9' · Merlo S.Gaston 78', 80' | Chi tiết | Lima Dasilva 90+1' · Nguyễn Anh Tuấn 13' 69' · Tony Kan Kam 74' | Lượng khán giả: 18.000 Trọng tài: Đỗ Quốc Hoài |  |

| 16 tháng 5 năm 2010 | Hoàng Anh Gia Lai | 0 – 0    | Sông Lam Nghệ An | Sân Pleiku                                      |  |
| 16:00               |                   | Chi tiết |                  | Lượng khán giả: 10.000 Trọng tài: Ngô Quốc Hưng |  |

| 16 tháng 5 năm 2010 | Megastar Nam Định                                | 1 – 2    | Xi măng Hải Phòng                | Sân Thiên Trường                                 |  |
| 16:00               | Nguyễn Lương Phúc 13' · Nguyễn Trung Kiên 6' 23' | Chi tiết | Leandro 59' · Đinh Hoàng Max 89' | Lượng khán giả: 16.000 Trọng tài: Hoàng Anh Tuấn |  |

| 16 tháng 5 năm 2010 | XM The Vissai Ninh Bình                                                     | 5 – 1    | Khatoco Khánh Hòa    | Sân Ninh Bình, Ninh Bình                     |  |
| 17:00               | Đặng Văn Thành 19', 36' · Gustavo Dourado 67' · Laerte R.A.Junio 77', 90+3' | Chi tiết | Nguyễn Quang Hải 69' | Lượng khán giả: 8.000 Trọng tài: Vũ Bảo Linh |  |

| 16 tháng 5 năm 2010 | Navibank Sài Gòn   | 1 – 0                                                                          | Hà Nội T&T | Sân Thống Nhất                                 |  |
| 17:00               | Phan Thanh Vân 20' | [https://vff.org.vn/vong-12-giai-vdqg-petrovietnam-gas-2010-ha-noi-tt-lo-nhip/ |            | Lượng khán giả: 2.000 Trọng tài: Võ Quang Vinh |  |

| 11 tháng 6 năm 2010 | Hòa Phát Hà Nội                                                  | 4 – 3    | Đồng Tâm Long An                                           | Sân Hàng Đẫy, Hà Nội                              |  |
| 16:30               | Anjembe Thimothy 4', 67' · Trần Trọng Lộc 9' · Elokan Endene 11' | Chi tiết | Tshamala 3' · Phan Văn Tài Em 56' · Nguyễn Minh Phương 77' | Lượng khán giả: 2.000 Trọng tài: Nguyễn Văn Quyết |  |

## Vòng 13
| 23 tháng 5 năm 2010 | SHB Đà Nẵng                                               | 3 – 2    | Megastar Nam Định                                 | Sân Chi Lăng, Đà Nẵng                             |  |
| 16:00               | Hà Minh Tuấn 25' · Đoàn Hùng Sơn 63' · Nguyễn Rogerio 66' | Chi tiết | Nguyễn Lương Phúc 38' · Philip Onyeky Okoro 45+1' | Lượng khán giả: 15.000 Trọng tài: Phùng Đình Dũng |  |

| 23 tháng 5 năm 2010 | Khatoco Khánh Hòa | 1 – 3    | Hòa Phát Hà Nội                                           | Sân Nha Trang                                |  |
| 16:00               | Agostinho 34'     | Chi tiết | Eduardo 12' · Đinh Thành Trung 56' · Anjembe Thimothy 86' | Lượng khán giả: 8.000 Trọng tài: Võ Minh Trí |  |

| 23 tháng 5 năm 2010 | Hà Nội T&T              | 1 – 0    | Hoàng Anh Gia Lai | Sân Hàng Đẫy                                   |  |
| 16:00               | Gonzalo D.Marronkle 66' | Chi tiết |                   | Lượng khán giả: 7.000 Trọng tài: Đào Văn Cường |  |

| 23 tháng 5 năm 2010 | Becamex Bình Dương                                                                    | 3 – 1    | Xi măng Hải Phòng                 | Sân Bình Dương                                |  |
| 17:00               | Nguyễn Anh Đức 8' · Nguyễn Vũ Phong 16' · Huỳnh Kesley Alves 24' · Trương Văn Hải 57' | Chi tiết | Leandro 20' · Lazaro De Souza 57' | Lượng khán giả: 25.000 Trọng tài: Vũ Bảo Linh |  |

| 23 tháng 5 năm 2010 | Lam Sơn Thanh Hóa | 0 – 0    | TĐCS Đồng Tháp | Sân Thanh Hóa                                          |  |
| 17:00               |                   | Chi tiết |                | Lượng khán giả: 9.000 Trọng tài: Bùi Thành Thanh Nghĩa |  |

| 23 tháng 5 năm 2010 | Đồng Tâm Long An    | 1 – 1    | Navibank Sài Gòn | Sân Long An                                       |  |
| 17:00               | Mrwanda D.David 68' | Chi tiết | Hà Hoàng Đảm 58' | Lượng khán giả: 8.000 Trọng tài: Nguyễn Văn Quyết |  |

| 23 tháng 5 năm 2010 | Sông Lam Nghệ An | 0 – 0    | XM The Vissai Ninh Bình | Sân Vinh, Nghệ An                               |  |
| 17:00               |                  | Chi tiết |                         | Lượng khán giả: 7.000 Trọng tài: Phạm Quốc Dũng |  |

## Vòng 14
| 30 tháng 5 năm 2010 | TĐCS Đồng Tháp                                | 2 – 0    | Megastar Nam Định | Sân Cao Lãnh, Đồng Tháp                         |  |
| 15:30               | Lương Văn Được Em 36' · Olushola O.Aganun 41' | Chi tiết |                   | Lượng khán giả: 14.000 Trọng tài: Ngô Quốc Hưng |  |

| 30 tháng 5 năm 2010 | Xi măng Hải Phòng                                     | 3 – 1    | SHB Đà Nẵng      | Sân Lạch Tray                                    |  |
| 16:00               | Leandro 35' · Đồng Đức Thắng 39' · Đinh Hoàng Max 54' | Chi tiết | Merlo Gaston 57' | Lượng khán giả: 29.000 Trọng tài: Hoàng Anh Tuấn |  |

| 30 tháng 5 năm 2010 | Hoàng Anh Gia Lai  | 1 – 0    | Khatoco Khánh Hòa | Sân Pleiku                                       |  |
| 16:00               | Dziba B.Mawusi 69' | Chi tiết |                   | Lượng khán giả: 8.000 Trọng tài: Nguyễn Phi Long |  |

| 30 tháng 5 năm 2010 | Hà Nội T&T                         | 1 – 2    | Hòa Phát Hà Nội                                | Sân Hàng Đẫy                                     |  |
| 16:30               | Cassiano P.Henrique 10' (lưới nhà) | Chi tiết | Cassiano P.Henrique 54' · Anjembe Thimothy 57' | Lượng khán giả: 6.000 Trọng tài: Trần Công Trọng |  |

| 30 tháng 5 năm 2010 | Navibank Sài Gòn | 0 – 0    | Sông Lam Nghệ An | Sân Thống Nhất                                 |  |
| 17:00               |                  | Chi tiết |                  | Lượng khán giả: 7.000 Trọng tài: Đào Văn Cường |  |

| 30 tháng 5 năm 2010 | Đồng Tâm Long An                                 | 3 – 1    | XM The Vissai Ninh Bình  | Sân Long An                                   |  |
| 17:00               | Mrwanda Danny David 7' · Antonio Carlos 54', 81' | Chi tiết | Gustavo D.S. Dourado 40' | Lượng khán giả: 8.000 Trọng tài: Đỗ Quốc Hoài |  |

| 30 tháng 5 năm 2010 | Becamex Bình Dương                                           | 5 – 2    | Lam Sơn Thanh Hóa                | Sân Bình Dương, Bình Dương                      |  |
| 17:00               | Nguyễn Anh Đức 42', 49' · Kesley Huỳnh Alves 45+3', 57', 72' | Chi tiết | Lê Văn Thắng 88' · Lê Tostao 90' | Lượng khán giả: 25.000 Trọng tài: Võ Quang Vinh |  |

## Vòng 15
| 6 tháng 6 năm 2010 | Megastar Nam Định | 0 – 2    | Becamex Bình Dương                  | Sân Thiên Trường                              |  |
| 16:00              |                   | Chi tiết | Egbo Osita 15' · Nguyễn Anh Đức 19' | Lượng khán giả: 8.000 Trọng tài: Đỗ Quốc Hoài |  |

| 6 tháng 6 năm 2010 | SHB Đà Nẵng          | 1 – 1    | TĐCS Đồng Tháp    | Sân Chi Lăng                                  |  |
| 16:00              | Merlo S.Gaston 45+2' | Chi tiết | Felix Ajala 45+1' | Lượng khán giả: 22.000 Trọng tài: Vũ Bảo Linh |  |

| 6 tháng 6 năm 2010 | Khatoco Khánh Hòa                  | 1 – 3    | Hà Nội T&T                                                     | Sân Nha Trang                                   |  |
| 16:00              | Agostinho 24' · Phạm Hoàng Đức 38' | Chi tiết | Lê Hữu Chương 33' · Gonzalo D.Marronkle 55' · Cao Sỹ Cường 87' | Lượng khán giả: 6.000 Trọng tài: Phạm Quốc Dũng |  |

| 6 tháng 6 năm 2010 | Hòa Phát Hà Nội      | 1 – 1    | Hoàng Anh Gia Lai   | Sân Hàng Đẫy                                 |  |
| 16:30              | Đinh Thành Trung 41' | Chi tiết | Trần Minh Thiện 89' | Lượng khán giả: 2.500 Trọng tài: Võ Minh Trí |  |

| 6 tháng 6 năm 2010 | XM The Vissai Ninh Bình | 3 – 0    | Navibank Sài Gòn                                | Sân Ninh Bình                                    |  |
| 17:00              |                         | Chi tiết | Ngũ Chí Thắng 7' · Gustavo D.S.Dourado 12', 86' | Lượng khán giả: 8.000 Trọng tài: Phùng Đình Dũng |  |

| 6 tháng 6 năm 2010 | Sông Lam Nghệ An         | 0 – 1    | Đồng Tâm Long An                         | Sân Vinh                                               |  |
| 17:00              | Nguyễn Huy Hoàng 17' 47' | Chi tiết | Phan Văn Tài Em 74' · Antonio Carlos 64' | Lượng khán giả: 9.000 Trọng tài: Bùi Thành Thanh Nghĩa |  |

| 6 tháng 6 năm 2010 | Lam Sơn Thanh Hóa                                                                       | 4 – 1    | Xi măng Hải Phòng  | Sân Thanh Hóa, Thanh Hóa                           |  |
| 17:00              | Trịnh Quang Vinh 16' · Lê Văn Thắng 41' · Mauro Pereira Santos 47' · Mai Xuân Hợp 90+3' | Chi tiết | Nguyễn Văn Nam 77' | Lượng khán giả: 12.000 Trọng tài: Nguyễn Trọng Thư |  |

## Vòng 16
| 30 tháng 6 năm 2010 | Khatoco Khánh Hòa                                                               | 4 – 1    | SHB Đà Nẵng     | Sân Nha Trang                                   |  |
| 16:00               | Agostinho 58' · Đào Văn Phong 78' · Nguyễn Quang Hải 85' · Nguyễn Ngọc Điểu 90' | Chi tiết | Modou Jagne 50' | Lượng khán giả: 5.000 Trọng tài: Hoàng Anh Tuấn |  |

| 30 tháng 6 năm 2010 | Hà Nội T&T                                                | 4 – 1    | Đồng Tâm Long An       | Sân Hàng Đẫy                                   |  |
| 16:30               | Gonzalo D. Marronkle 15', 40', 87' · Caue C.M.Benicio 66' | Chi tiết | Mrwanda Danny David 7' | Lượng khán giả: 1.000 Trọng tài: Võ Quang Vinh |  |

| 30 tháng 6 năm 2010 | XM The Vissai Ninh Bình | 0 – 3    | TĐCS Đồng Tháp                           | Sân Ninh Bình                                |  |
| 17:00               |                         | Chi tiết | Felix Ajala 45', 58' · Trần Văn Tuấn 75' | Lượng khán giả: 3.500 Trọng tài: Võ Minh Trí |  |

| 30 tháng 6 năm 2010 | Xi măng Hải Phòng                        | 3 – 2    | Sông Lam Nghệ An                          | Sân Lạch Tray                                     |  |
| 17:00               | John Wole 29' · Lazaro De Souza 53', 89' | Chi tiết | Rajko Vidovic 8' · Nguyễn Trọng Hoàng 16' | Lượng khán giả: 20.000 Trọng tài: Nguyễn Phi Long |  |

| 30 tháng 6 năm 2010 | Becamex Bình Dương   | 1 – 1    | Hoàng Anh Gia Lai      | Sân Bình Dương                                  |  |
| 17:00               | Nguyễn Đức Thiện 69' | Chi tiết | Marcelo Barbieri 90+2' | Lượng khán giả: 12.000 Trọng tài: Đào Văn Cường |  |

| 30 tháng 6 năm 2010 | Lam Sơn Thanh Hóa         | 2 – 1    | Hòa Phát Hà Nội    | Sân Thanh Hóa                                    |  |
| 17:00               | Nguyễn Huy Hoàng 35', 41' | Chi tiết | Trần Thế Hoàng 86' | Lượng khán giả: 5.000 Trọng tài: Trần Công Trọng |  |

| 30 tháng 6 năm 2010 | Navibank Sài Gòn   | 1 – 4    | Megastar Nam Định                                           | Sân Thống Nhất                               |  |
| 17:00               | Phan Thanh Vân 54' | Chi tiết | Philip Onyeky Okoro 12', 49' · Nguyễn Lương Phúc 81', 90+3' | Lượng khán giả: 700 Trọng tài: Ngô Quốc Hưng |  |

## Vòng 17
| 4 tháng 7 năm 2010 | TĐCS Đồng Tháp       | 1 – 1    | Khatoco Khánh Hòa      | Sân Cao Lãnh                                     |  |
| 15:30              | Hoàng Công Thuận 14' | Chi tiết | Agostinho Petronil 15' | Lượng khán giả: 7.000 Trọng tài: Phùng Đình Dũng |  |

| 4 tháng 7 năm 2010 | Hoàng Anh Gia Lai    | 1 – 0    | SHB Đà Nẵng | Sân Pleiku                                    |  |
| 16:00              | Nguyễn Tăng Tuấn 33' | Chi tiết |             | Lượng khán giả: 7.000 Trọng tài: Đỗ Quốc Hoài |  |

| 4 tháng 7 năm 2010 | Megastar Nam Định | 0 – 1    | Hà Nội T&T             | Sân Thiên Trường                                |  |
| 16:00              |                   | Chi tiết | Nguyễn Quốc Long 45+1' | Lượng khán giả: 4.000 Trọng tài: Phạm Quốc Dũng |  |

| 4 tháng 7 năm 2010 | Hòa Phát Hà Nội                               | 3 – 1    | Navibank Sài Gòn          | Sân Hàng Đẫy                                       |  |
| 16:30              | Anjembe Timothy 12', 82' · Đào Xuân Thành 75' | Chi tiết | Leandro C.De Oliveira 44' | Lượng khán giả: 2.000 Trọng tài: Nguyễn Xuân Quyết |  |

| 4 tháng 7 năm 2010 | Đồng Tâm Long An                                    | 3 – 2    | Becamex Bình Dương                   | Sân Long An                                  |  |
| 17:00              | Mrwanda Danny David 33' · Tshamala Kahanga 84', 88' | Chi tiết | Kesley Huỳnh Alves 39' · Philani 74' | Lượng khán giả: 3.000 Trọng tài: Vũ Bảo Linh |  |

| 4 tháng 7 năm 2010 | Sông Lam Nghệ An                                 | 4 – 1    | Lam Sơn Thanh Hóa | Sân Vinh                                               |  |
| 17:00              | Nguyễn Trọng Hoàng 18', 37' · Vidovic 63', 90+1' | Chi tiết | Lê Văn Thắng 75'  | Lượng khán giả: 3.500 Trọng tài: Bùi Thành Thanh Nghĩa |  |

| 4 tháng 7 năm 2010 | Xi măng Hải Phòng  | 1 – 0    | XM The Vissai Ninh Bình | Sân Lạch Tray                                      |  |
| 17:00              | Trần Đức Dương 88' | Chi tiết |                         | Lượng khán giả: 20.000 Trọng tài: Nguyễn Trọng Thư |  |

## Vòng 18
| 10 tháng 7 năm 2010 | TĐCS Đồng Tháp                                | 2 – 1    | Navibank Sài Gòn | Sân Cao Lãnh                                   |  |
| 15:30               | Lương Văn Được Em 36' · Olushola O.Aganun 49' | Chi tiết | Hà Hoàng Đảm 66' | Lượng khán giả: 8.000 Trọng tài: Võ Quang Vinh |  |

| 10 tháng 7 năm 2010 | SHB Đà Nẵng                       | 2 – 0    | Hà Nội T&T | Sân Chi Lăng                                      |  |
| 15:30               | Modu Jagne 33' · Merlo Gaston 52' | Chi tiết |            | Lượng khán giả: 8.000 Trọng tài: Nguyễn Văn Quyết |  |

| 11 tháng 7 năm 2010 | Megastar Nam Định  | 1 – 1    | XM The Vissai Ninh Bình | Sân Thiên Trường                              |  |
| 16:00               | Philip O.Okoro 40' | Chi tiết | Đặng Văn Thành 89'      | Lượng khán giả: 5.000 Trọng tài: Đỗ Quốc Hoài |  |

| 11 tháng 7 năm 2010 | Hoàng Anh Gia Lai                                                    | 3 – 1    | Lam Sơn Thanh Hóa  | Sân Pleiku                                      |  |
| 16:00               | Tiago De Paula 45+1' · Evaldo R.Goncaves 53' · Phùng Văn Nhiên 90+1' | Chi tiết | Kafila Dembele 26' | Lượng khán giả: 8.000 Trọng tài: Hoàng Anh Tuấn |  |

| 11 tháng 7 năm 2010 | Đồng Tâm Long An                                                    | 2 – 1    | Xi măng Hải Phòng | Sân Long An                                      |  |
| 16:00               | Phan Thanh Giang 6' · Antonio Carlos 73' · Phan Thanh Giang 64' 88' | Chi tiết | Leandro 78'       | Lượng khán giả: 4.000 Trọng tài: Trần Công Trọng |  |

| 11 tháng 7 năm 2010 | Hòa Phát Hà Nội                                                         | 4 – 2    | Becamex Bình Dương                           | Sân Hàng Đẫy                                   |  |
| 16:30               | Anjembe Timothy 45+1' · Đinh Thành Trung 70', 76' · Anane A.William 81' | Chi tiết | Kesley Huỳnh Alves 89' · Trần Chí Công 90+3' | Lượng khán giả: 2.000 Trọng tài: Đào Văn Cường |  |

| 11 tháng 7 năm 2010 | Sông Lam Nghệ An                             | 2 – 4    | Khatoco Khánh Hòa                                                                          | Sân Vinh                                     |  |
| 17:00               | Raiko Vidovic 29' · Abdulrazak M. Ekpoki 84' | Chi tiết | Agostinho Petrinil 27' · Adeolu Simon Manuwa 32' · Nguyễn Quang Hải 49' · Lê Công Quốc 89' | Lượng khán giả: 1.500 Trọng tài: Võ Minh Trí |  |

## Vòng 19
| 14 tháng 7 năm 2010 | Navibank Sài Gòn                                     | 3 – 1    | SHB Đà Nẵng      | Sân Thống Nhất                                   |  |
| 17:00               | Leandro De Oliveira 12', 90+3' · Nguyễn Văn Khải 24' | Chi tiết | Merlo Gaston 66' | Lượng khán giả: 1.000 Trọng tài: Phùng Đình Dũng |  |

| 17 tháng 7 năm 2010 | Xi măng Hải Phòng                           | 2 – 2    | Hoàng Anh Gia Lai                       | Sân Quân khu 7                                 |  |
| 16:00               | Trần Đức Dương 78' · Victor Adrian Reva 81' | Chi tiết | Đoàn Văn Sakda 63' · Trần Duy Quang 67' | Lượng khán giả: 2.000 Trọng tài: Võ Quang Vinh |  |

| 18 tháng 7 năm 2010 | XM The Vissai Ninh Bình               | 1 – 1    | Hoà Phát Hà Nội     | Sân Ninh Bình                                  |  |
| 16:00               | Ngũ Chí Thắng 21' · Ngũ Chí Thắng 81' | Chi tiết | Anjembe Timothy 52' | Lượng khán giả: 4.000 Trọng tài: Ngô Quốc Hưng |  |

| 18 tháng 7 năm 2010 | Khatoco Khánh Hòa      | 1 – 0    | Megastar Nam Định | Sân Nha Trang                                  |  |
| 16:00               | Agostinho Petronil 90' | Chi tiết |                   | Lượng khán giả: 5.000 Trọng tài: Đào Văn Cường |  |

| 18 tháng 7 năm 2010 | Hà Nội T&T               | 1 – 0    | TĐCS Đồng Tháp | Sân Hàng Đẫy                                     |  |
| 16:30               | Gonzalo D. Marronkle 88' | Chi tiết |                | Lượng khán giả: 5.000 Trọng tài: Nguyễn Phi Long |  |

| 18 tháng 7 năm 2010 | Becamex Bình Dương                   | 2 – 1    | Sông Lam Nghệ An  | Sân Bình Dương                                    |  |
| 17:00               | Nguyễn Minh Chuyên 62' · Philani 86' | Chi tiết | Rajko Vidovic 18' | Lượng khán giả: 18.000 Trọng tài: Trần Công Trọng |  |

| 18 tháng 7 năm 2010 | Lam Sơn Thanh Hoá | 0 – 0    | Đồng Tâm Long An | Sân Thanh Hoá                                     |  |
| 17:00               |                   | Chi tiết |                  | Lượng khán giả: 5.000 Trọng tài: Nguyễn Trọng Thư |  |

## Vòng 20
| 21 tháng 7 năm 2010 | TĐCS Đồng Tháp                                                             | 4 – 1    | Hoà Phát Hà Nội        | Sân Cao Lãnh                                           |  |
| 15:30               | Nguyễn Văn Ngân 16' · Olushola O. Aganun 29', 34' · Felix Gbenga Ajala 89' | Chi tiết | Đinh Thành Trung 90+2' | Lượng khán giả: 6.500 Trọng tài: Bùi Thành Thanh Nghĩa |  |

| 21 tháng 7 năm 2010 | SHB Đà Nẵng                          | 2 – 3    | Sông Lam Nghệ An                                       | Sân Chi Lăng                                  |  |
| 16:00               | Phan Thanh Hưng 25' · Modu Jagne 52' | Chi tiết | Abdulrazak M. Ekpoki 19', 49' · Nguyễn Hoàng Helio 26' | Lượng khán giả: 5.000 Trọng tài: Đỗ Quốc Hoài |  |

| 21 tháng 7 năm 2010 | Megastar Nam Định                                  | 1 – 2    | Hoàng Anh Gia Lai                         | Sân Thiên Trường                                |  |
| 16:00               | Inreneo R. A Collante 12' · Hoàng Nhật Nam 28' 78' | Chi tiết | Evaldo R.Goncaves 33' · Lê Văn Trương 56' | Lượng khán giả: 1.000 Trọng tài: Hoàng Anh Tuấn |  |

| 21 tháng 7 năm 2010 | Hà Nội T&T       | 1 – 2    | Xi măng Hải Phòng                  | Sân Hàng Đẫy                                 |  |
| 16:00               | Cao Sỹ Cường 24' | Chi tiết | Đồng Đức Thắng 21' · John Wole 90' | Lượng khán giả: 5.000 Trọng tài: Võ Minh Trí |  |

| 21 tháng 7 năm 2010 | Khatoco Khánh Hòa                             | 2 – 1    | Đồng Tâm Long An     | Sân Nha Trang                                     |  |
| 16:00               | Nguyễn Quang Hải 29' · Agostinho Petronil 34' | Chi tiết | Tshamala Kahanga 57' | Lượng khán giả: 7.000 Trọng tài: Nguyễn Văn Quyết |  |

| 21 tháng 7 năm 2010 | XM The Vissai Ninh Bình      | 2 – 1    | Becamex Bình Dương | Sân Ninh Bình                                |  |
| 17:00               | Gustavo D.S Dourado 49', 55' | Chi tiết | Philani 16'        | Lượng khán giả: 6.000 Trọng tài: Vũ Bảo Linh |  |

| 21 tháng 7 năm 2010 | Navibank Sài Gòn | 0 – 0    | Lam Sơn Thanh Hoá | Sân Thống Nhất                                  |  |
| 17:00               |                  | Chi tiết |                   | Lượng khán giả: 2.000 Trọng tài: Phạm Quốc Dũng |  |

## Vòng 21
| 25 tháng 7 năm 2010 | Becamex Bình Dương | 0 – 2    | Hà Nội T&T                            | Sân Bình Dương                                  |  |
| 16:00               |                    | Chi tiết | Cao Sỹ Cường 9' · Nguyễn Ngọc Duy 45' | Lượng khán giả: 12.000 Trọng tài: Vũ Quang Vinh |  |

| 25 tháng 7 năm 2010 | SHB Đà Nẵng         | 1 – 1    | XM The Vissai Ninh Bình | Sân Chi Lăng                                     |  |
| 16:00               | Merlo G. Gaston 89' | Chi tiết | Hồ Ngọc Huy 36'         | Lượng khán giả: 8.000 Trọng tài: Nguyễn Phi Long |  |

| 25 tháng 7 năm 2010 | Hoàng Anh Gia Lai | 0 – 1    | Navibank Sài Gòn   | Sân Pleiku                                     |  |
| 16:00               |                   | Chi tiết | Opara A. Uzoma 24' | Lượng khán giả: 4.000 Trọng tài: Đào Văn Cường |  |

| 25 tháng 7 năm 2010 | Hoà Phát Hà Nội                                  | 4 – 3    | Xi măng Hải Phòng                                 | Sân Hàng Đẫy                                      |  |
| 16:30               | Phan Lê Issac 5' · Anjembe Timothy 11', 56', 92' | Chi tiết | Lazaro De Souza 23', 81' · Victor Adrian Reva 71' | Lượng khán giả: 10.000 Trọng tài: Trần Công Trọng |  |

| 25 tháng 7 năm 2010 | Lam Sơn Thanh Hoá                                                 | 3 – 2    | Khatoco Khánh Hòa                             | Sân Thanh Hoá                                      |  |
| 17:00               | Mai Xuân Hợp 35' · Thạch Bảo Khanh 59' · Mauro Pereira Santos 65' | Chi tiết | Agostinho Petronil 7' · Diego G.F. Nogues 87' | Lượng khán giả: 10.000 Trọng tài: Nguyễn Trọng Thư |  |

| 25 tháng 7 năm 2010 | Đồng Tâm Long An   | 1 – 0    | Megastar Nam Định | Sân Long An                                    |  |
| 17:00               | Antonio Carlos 25' | Chi tiết |                   | Lượng khán giả: 1.000 Trọng tài: Ngô Quốc Hưng |  |

| 25 tháng 7 năm 2010 | Sông Lam Nghệ An                                                     | 2 – 0    | TĐCS Đồng Tháp            | Sân Vinh                                         |  |
| 17:00               | Nguyễn Quang Tình 4' · Nguyễn Trọng Hoàng 11' · Nguyễn Huy Hoàng 60' | Chi tiết | Nguyễn Minh Triết 27' 75' | Lượng khán giả: 4.000 Trọng tài: Nguyễn Văn Đông |  |

## Vòng 22
| 1 tháng 8 năm 2010 | Hoàng Anh Gia Lai | 1 – 0    | TĐCS Đồng Tháp        | Sân Pleiku                                             |  |
| 16:00              | Evaldo 79'        | Chi tiết | Trần Văn Tuấn 78' 90' | Lượng khán giả: 4.000 Trọng tài: Bùi Thành Thanh Nghĩa |  |

| 1 tháng 8 năm 2010 | Hòa Phát Hà Nội     | 1 – 0    | Megastar Nam Định | Sân Hàng Đẫy                                  |  |
| 16:30              | Anjembe Timothy 44' | Chi tiết |                   | Lượng khán giả: 1.000 Trọng tài: Đỗ Quốc Hoài |  |

| 1 tháng 8 năm 2010 | Lam Sơn Thanh Hóa   | 1 – 1    | XM The Vissai Ninh Bình | Sân Thanh Hóa                                    |  |
| 17:00              | Thạch Bảo Khanh 33' | Chi tiết | Nguyễn Việt Thắng 44'   | Lượng khán giả: 12.000 Trọng tài: Phạm Quốc Dũng |  |

| 1 tháng 8 năm 2010 | Becamex Bình Dương | 0 – 0    | Navibank Sài Gòn | Sân Bình Dương                                    |  |
| 17:00              |                    | Chi tiết |                  | Lượng khán giả: 4.000 Trọng tài: Nguyễn Văn Quyết |  |

| 1 tháng 8 năm 2010 | Xi măng Hải Phòng                    | 2 – 0    | Khatoco Khánh Hòa | Sân Lạch Tray                                    |  |
| 17:00              | Leandro 29' · Victor Adrian Reva 49' | Chi tiết |                   | Lượng khán giả: 20.000 Trọng tài: Hoàng Anh Tuấn |  |

| 1 tháng 8 năm 2010 | Đồng Tâm Long An                                           | 4 – 1    | SHB Đà Nẵng             | Sân Long An                                  |  |
| 17:00              | Mrwanda Danny David 23' · Tshamala Kahanga 45+2', 55', 80' | Chi tiết | Matias Recio Eduado 50' | Lượng khán giả: 2.000 Trọng tài: Võ Minh Trí |  |

| 1 tháng 8 năm 2010 | Sông Lam Nghệ An | 0 – 0    | Hà Nội T&T | Sân Vinh                                       |  |
| 17:00              |                  | Chi tiết |            | Lượng khán giả: 5.000 Trọng tài: Đào Văn Cường |  |

## Vòng 23
| 4 tháng 8 năm 2010 | TĐCS Đồng Tháp | 0 – 6    | Đồng Tâm Long An | Sân Cao Lãnh                                   |  |
| 15:30              |                | Chi tiết | Tshmala Kahanga 1' · Nguyễn Minh Phương 34' · Mrwanda Danny David 45+1', 78' · Antonio Carlos 56' · Phan Thanh Bình 82' | Lượng khán giả: 5.000 Trọng tài: Võ Quang Vinh |  |

| 4 tháng 8 năm 2010 | Khatoco Khánh Hòa                                                            | 5 – 1    | Becamex Bình Dương       | Sân Nha Trang                                |  |
| 16:00              | Nguyễn Ánh Cường 48', 55' · Nguyễn Quang Hải 55', 70' · Diego G.F.Nogues 79' | Chi tiết | Kesley Huỳnh Alves 90+1' | Lượng khán giả: 8.000 Trọng tài: Vũ Bảo Linh |  |

| 4 tháng 8 năm 2010 | Megastar Nam Định | 0 – 3    | Sông Lam Nghệ An                                                          | Sân Thiên Trường                                  |  |
| 16:00              |                   | Chi tiết | Nguyễn Trọng Hoàng 16' · Abdulrazak M. Ekpoki 22' · Nguyễn Quang Tình 47' | Lượng khán giả: 1.500 Trọng tài: Nguyễn Trọng Thư |  |

| 4 tháng 8 năm 2010 | SHB Đà Nẵng           | 1 – 1    | Hòa Phát Hà Nội                          | Sân Chi Lăng                                   |  |
| 16:00              | Merlos S.Gaston 90+2' | Chi tiết | Đinh Thành Trung 65' · Timothy 62' 90+4' | Lượng khán giả: 5.000 Trọng tài: Ngô Quốc Hưng |  |

| 4 tháng 8 năm 2010 | Hà Nội T&T                                      | 2 – 1    | Lam Sơn Thanh Hóa                        | Sân Hàng Đẫy                                     |  |
| 16:30              | Carlos M.F Soares 57' · Gonzalo Marronkle 90+5' | Chi tiết | Lê Phước Tứ 45' · Nguyễn Anh Tuấn 8' 59' | Lượng khán giả: 3.000 Trọng tài: Nguyễn Phi Long |  |

| 4 tháng 8 năm 2010 | Navibank Sài Gòn | 0 – 1    | Xi măng Hải Phòng  | Sân Thống Nhất                                   |  |
| 17:00              |                  | Chi tiết | Đinh Hoàng Max 80' | Lượng khán giả: 4.000 Trọng tài: Trần Công Trọng |  |

| 4 tháng 8 năm 2010 | XM The Vissai Ninh Bình | 1 – 1    | Hoàng Anh Gia Lai    | Sân Ninh Bình                                |  |
| 17:00              | Rodrigo Mota Farias 15' | Chi tiết | Dzigba B. Mawusi 78' | Lượng khán giả: 3.000 Trọng tài: Võ Minh Trí |  |

## Vòng 24
| 8 tháng 8 năm 2010 | SHB Đà Nẵng                               | 2 – 2    | Becamex Bình Dương                   | Sân Chi Lăng                                   |  |
| 15:30              | Nicolas Hernandez 4' · Merlo S.Gaston 64' | Chi tiết | Kesley Huỳnh Alves 24' · Philani 87' | Lượng khán giả: 7.000 Trọng tài: Đào Văn Cường |  |

| 8 tháng 8 năm 2010 | TĐCS Đồng Tháp      | 1 – 0    | Xi măng Hải Phòng | Sân Cao Lãnh                                      |  |
| 15:30              | Nguyễn Văn Ngân 65' | Chi tiết |                   | Lượng khán giả: 10.000 Trọng tài: Nguyễn Phi Long |  |

| 8 tháng 8 năm 2010 | Megastar Nam Định | 1 – 3    | Lam Sơn Thanh Hóa                                              | Sân Thiên Trường                                 |  |
| 15:30              | Gaspard 84'       | Chi tiết | Hoàng Đình Tùng 11' · Kafila Dembele 49' · Wandwasi Rogers 56' | Lượng khán giả: 2.000 Trọng tài: Phùng Đình Dũng |  |

| 8 tháng 8 năm 2010 | XM The Vissai Ninh Bình | 1 – 1    | Hà Nội T&T  | Sân Ninh Bình                                   |  |
| 15:30              | Nguyễn Việt Thắng 15'   | Chi tiết | Benicio 21' | Lượng khán giả: 5.000 Trọng tài: Phạm Quốc Dũng |  |

| 8 tháng 8 năm 2010 | Navibank Sài Gòn | 0 – 2    | Khatoco Khánh Hòa         | Sân Thống Nhất                              |  |
| 15:30              |                  | Chi tiết | Nguyễn Quang Hải 13', 57' | Lượng khán giả: 300 Trọng tài: Đỗ Quốc Hoài |  |

| 8 tháng 8 năm 2010 | Hòa Phát Hà Nội | 0 – 1    | Sông Lam Nghệ An         | Sân Hàng Đẫy                                           |  |
| 15:30              |                 | Chi tiết | Abdulrazak M. Ekpoki 60' | Lượng khán giả: 7.000 Trọng tài: Bùi Thành Thanh Nghĩa |  |

| 8 tháng 8 năm 2010 | Hoàng Anh Gia Lai | 0 – 2    | Đồng Tâm Long An                              | Sân Pleiku                                        |  |
| 15:30              |                   | Chi tiết | Mwanda Danny David 17' · Tshamala Kahanga 76' | Lượng khán giả: 6.000 Trọng tài: Nguyễn Văn Quyết |  |

## Vòng 25
| 15 tháng 8 năm 2010 | Lam Sơn Thanh Hóa                                      | 2 – 4    | SHB Đà Nẵng                                                   | Sân Thanh Hóa                                    |  |
| 15:30               | Lê Văn Thắng 14' · Kafia Dembele 39' · Lê Phước Tứ 51' | Chi tiết | Matias Recio Eduado 3', 53', 75', 86' · Trương Quang Tuấn 51' | Lượng khán giả: 11.000 Trọng tài: Hoàng Anh Tuấn |  |

| 15 tháng 8 năm 2010 | Becamex Bình Dương                           | 2 – 4 | TĐCS Đồng Tháp                                                                 | Sân Bình Dương                               |  |
| 15:30               | Kesley Huỳnh Alves 60' · Nguyễn Vũ Phong 78' |       | Olushola O. Aganun 34', 90+3' · Samson Kayode 63' · unday Chibuike Jbeji 90+2' | Lượng khán giả: 5.000 Trọng tài: Võ Minh Trí |  |

| 15 tháng 8 năm 2010 | Đồng Tâm Long An                                | 4 – 1    | Hòa Phát Hà Nội      | Sân Long An                                      |  |
| 15:30               | Phan Văn Tài Em 36', 56' · Danny David 63', 71' | Chi tiết | Đinh Thành Trung 77' | Lượng khán giả: 3.500 Trọng tài: Trần Công Trọng |  |

| 15 tháng 8 năm 2010 | Sông Lam Nghệ An     | 1 – 2    | Hoàng Anh Gia Lai                         | Sân Vinh                                       |  |
| 15:30               | Trần Quốc Tuấn 90+2' | Chi tiết | Marcelo Barbieri 64' · Tiago De Paula 86' | Lượng khán giả: 3.000 Trọng tài: Ngô Quốc Hưng |  |

| 15 tháng 8 năm 2010 | Xi măng Hải Phòng        | 2 – 0    | Megastar Nam Định | Sân Tự Do                                         |  |
| 15:30               | Lazaro De Souza 51', 62' | Chi tiết |                   | Lượng khán giả: 2.000 Trọng tài: Nguyễn Văn Quyết |  |

| 15 tháng 8 năm 2010 | Khatoco Khánh Hòa                    | 2 – 0    | XM The Vissai Ninh Bình | Sân Nha Trang                                          |  |
| 15:30               | Nguyễn Ngọc Điểu 33' · Agostinho 59' | Chi tiết | Châu Phong Hòa 6' 32'   | Lượng khán giả: 6.000 Trọng tài: Bùi Thành Thanh Nghĩa |  |

| 15 tháng 8 năm 2010 | Hà Nội T&T | 0 – 0    | Navibank Sài Gòn | Sân Hàng Đẫy                                 |  |
| 15:30               |            | Chi tiết |                  | Lượng khán giả: 4.000 Trọng tài: Vũ Bảo Linh |  |

## Vòng 26
| 22 tháng 8 năm 2010 | TĐCS Đồng Tháp         | 2 – 1    | Lam Sơn Thanh Hóa   | Sân Cao Lãnh                                      |  |
| 15:30               | Samson Kayode 57', 64' | Chi tiết | Thạch Bảo Khanh 85' | Lượng khán giả: 10.000 Trọng tài: Nguyễn Phi Long |  |

| 22 tháng 8 năm 2010 | Hoàng Anh Gia Lai                    | 4 – 1    | Hà Nội T&T            | Sân Pleiku                                     |  |
| 15:30               | Evaldo R.Goncaves 39', 46', 61', 70' | Chi tiết | Carlos M.F.Soares 59' | Lượng khán giả: 4.000 Trọng tài: Đào Văn Cường |  |

| 22 tháng 8 năm 2010 | Hòa Phát Hà Nội                            | 1 – 1    | Khatoco Khánh Hòa   | Sân Hàng Đẫy                                 |  |
| 15:30               | Ngô Đức Thắng 72' · Trần Hữu Hoàng 17' 29' | Chi tiết | Hoàng Ngọc Linh 47' | Lượng khán giả: 1.000 Trọng tài: Võ Minh Trí |  |

| 22 tháng 8 năm 2010 | Megastar Nam Định | 0 – 2    | SHB Đà Nẵng                                                      | Sân Thiên Trường                                 |  |
| 15:30               | Phạm Văn Quý 27'  | Chi tiết | Matias R.Eduardo 20' · Merlo S.Gaston 21' · Matias R.Eduardo 27' | Lượng khán giả: 2.000 Trọng tài: Nguyễn Văn Đông |  |

| 22 tháng 8 năm 2010 | Xi măng Hải Phòng                       | 2 – 1    | Becamex Bình Dương | Sân Lạch Tray                                    |  |
| 15:30               | Lê Bật Hiếu 39' · Nguyễn Ngọc Thanh 85' | Chi tiết | Philani 73'        | Lượng khán giả: 18.000 Trọng tài: Hoàng Anh Tuấn |  |

| 22 tháng 8 năm 2010 | Navibank Sài Gòn          | 1 – 2    | Đồng Tâm Long An                                                | Sân Thống Nhất                                 |  |
| 15:30               | Leandro C.De Oliveira 23' | Chi tiết | Phan Quý Hoàng Lâm 66' · Antonio 69' · Phan Thanh Giang 36' 44' | Lượng khán giả: 700 Trọng tài: Nguyễn Văn Kiên |  |

| 22 tháng 8 năm 2010 | XM The Vissai Ninh Bình | 0 – 0    | Sông Lam Nghệ An | Sân Ninh Bình                                   |  |
| 15:30               |                         | Chi tiết |                  | Lượng khán giả: 3.000 Trọng tài: Phạm Quốc Dũng |  |